# Pombalinho (Golegã)
Pombalinho é uma povoação portuguesa sede da Freguesia de Pombalinho do Município da Golegã, freguesia com 7,7 km² de área e 395 habitantes (censo de 2021). A sua densidade populacional é 51,3 hab./km².

## História
Situada na margem direita do rio Tejo, a sul da vila da Golegã, a freguesia do Pombalinho dista oito quilómetros da sede do Município. Foi na antiguidade uma importante vila romana do termo de Santarém. Antiga paróquia de Santa Cruz do Pombal, passou a designar-se, a partir do Séc. XVIII, por Pombalinho, para a distinguir de outras povoações com o mesmo nome, especialmente da vila de Pombal.
Até à reforma administrativa de 2013, esta freguesia pertencia ao concelho de Santarém, tendo sido transferida para o vizinho concelho (atual município) da Golegã pela Lei n.º 11-A/2013, de 28 de janeiro.
O barão de Pombalinho, António de Araújo Vasques da Cunha Porto Carrero, foi referido no livro Viagens na Minha Terra, de Almeida Garrett.

## Demografia
A população registada nos censos foi:
| Distribuição da População por Grupos Etários | Distribuição da População por Grupos Etários | Distribuição da População por Grupos Etários | Distribuição da População por Grupos Etários | Distribuição da População por Grupos Etários |
| -------------------------------------------- | -------------------------------------------- | -------------------------------------------- | -------------------------------------------- | -------------------------------------------- |
| Ano                                          | 0-14 Anos                                    | 15-24 Anos                                   | 25-64 Anos                                   | > 65 Anos                                    |
| 2001                                         | 53                                           | 51                                           | 252                                          | 174                                          |
| 2011                                         | 40                                           | 35                                           | 200                                          | 173                                          |
| 2021                                         | 45                                           | 36                                           | 187                                          | 127                                          |

## Infraestruturas
- Complexo Desportivo do Pombalinho
- Campo de futebol
- Ring de futsal

## Colectividades
- Grupo Folclórico De Danças e Cantares do Ribatejo - POMBALINHO
- Vera Cruz Futebol Clube

## Festas e romarias
- Festas anuais de S. Sebastião

## Moradores famosos
- Manuel da Costa Braz - militar e político português

## Localidades na vizinhança
O diagrama seguinte representa as localidades num raio de 30 km ao redor de Pombalinho.